# Furan
Furan, còn được biết đến như là furfuran, 1,4-epoxy-1,3-butadien - là một hợp chất hữu cơ thơm khác vòng, được tạo ra khi gỗ (đặc biệt là gỗ thông) được chưng cất. Furan là một chất lỏng trong suốt, không màu, rất dễ bay hơi và dễ cháy, có điểm sôi gần với nhiệt độ phòng. Nó là một chất độc và có thể còn là chất gây ung thư. Phản ứng hiđrô hóa của furan với chất xúc tác là palađi tạo ra tetrahydrofuran.
Furan là một hợp chất thơm do một trong số các cặp đơn điện tử của nguyên tử oxy bị phi cục bộ hóa vào trong vòng, tạo ra hệ vòng thơm 4n+2 (xem quy tắc Hückel) tương tự như benzen. Hệ vòng thơm này tạo ra hai vòng điện tử phía trên và phía dưới cấu trúc phẳng của vòng mà không có các liên kết đôi riêng rẽ. Cặp đơn điện tử khác của nguyên tử oxy trải rộng ra trong mặt phẳng của hệ thống vòng phẳng. Do tính thơm của mình nên các tính chất của furan là hoàn toàn khác với các tính chất của các ête khác vòng thông thường khác, chẳng hạn như của tetrahydrofuran (THF). Nó hoạt động hóa học mạnh hơn đáng kể so với benzen trong các phản ứng thế ái lực điện tử. Việc tổng hợp hữu cơ kinh điển của furan là tổng hợp Feist-Benary.

## Chỉ dẫn an toàn hóa chất
Bằng tiếng Anh:
- MSDS cho furan Lưu trữ ngày 2 tháng 3 năm 2005 tại Wayback Machine